# Wasserfreunde Spandau 04
Il Wasserfreunde Spandau 04 (anche noto come Spandau Berlino) è una società pallanuotistica tedesca, con sede nella capitale Berlino. Fondato nel 1904, fa parte dell'omonima società polisportiva.

## Palmarès

### Trofei nazionali
- Campionato tedesco: 38

1979, 1980, 1981, 1982, 1983, 1984, 1985, 1986, 1987, 1988, 1989, 1990, 1991, 1992, 1994, 1995, 1996, 1997, 1998, 1999, 2000, 2001, 2002, 2003, 2004, 2005, 2007, 2008, 2009, 2010, 2011, 2012, 2014, 2015, 2016, 2017, 2019, 2023
- Coppa di Germania: 32

1979, 1980, 1981, 1982, 1983, 1984, 1985, 1986, 1987, 1990, 1991, 1992, 1994, 1995, 1996, 1997, 1999, 2000, 2001, 2002, 2004, 2005, 2006, 2007, 2008, 2009, 2011, 2012, 2014, 2015, 2020, 2024
- Supercoppa di Germania maschile: 19

1979, 1980, 1981, 1982, 1983, 1984, 1985, 1997, 1999, 2001, 2002, 2003, 2014, 2015, 2016, 2021, 2022, 2023, 2024

### Titoli internazionali
- Coppa dei Campioni: 4

1983, 1986, 1987, 1989
- Supercoppa LEN: 2

1986, 1987

### Trofei femminili
- Campionato tedesco: 6

2019, 2021, 2022, 2023, 2024, 2025
- Coppa di Germania femminile: 7

2019, 2020, 2021, 2022, 2023, 2024, 2025

## Rosa maschile 2024-2025
| N° |                        | Ruolo | Giocatore                |
| -- | ---------------------- | ----- | ------------------------ |
|    | Germania (bandiera)    | P     | Sebastian Andruszkiewicz |
|    | Ungheria (bandiera)    | P     | László Baksa             |
|    | Stati Uniti (bandiera) |       | Tyler Abramson           |
|    | Montenegro (bandiera)  |       | Dusan Banicevic          |
|    | Germania (bandiera)    |       | Maximilian Borisovskiy   |
|    | Germania (bandiera)    |       | Yannek Chiru             |
|    | Croazia (bandiera)     |       | Mateo Ćuk                |
|    | Germania (bandiera)    |       | Mark Dyck                |
|    | Paesi Bassi (bandiera) |       | Bilal Gbadamassi         |
|    | Germania (bandiera)    |       | Maurice Juengling        |
|    | Romania (bandiera)     |       | Andrei Prioteasa         |

| N° |                        | Ruolo | Giocatore         |
| -- | ---------------------- | ----- | ----------------- |
|    | Germania (bandiera)    |       | Marin Restovic    |
|    | Paesi Bassi (bandiera) |       | Jelto Spijker     |
|    | Germania (bandiera)    |       | Marko Stamm       |
|    | Germania (bandiera)    |       | Dennis Strelezkij |
|    | Slovacchia (bandiera)  |       | Marek Tkáč        |
|    | Croazia (bandiera)     |       | Marin Tomasović   |
|    | Slovacchia (bandiera)  |       | Matej Čaraj       |
|    | Serbia (bandiera)      |       | Zoran Bozovic     |
|    | Slovenia (bandiera)    |       | Jasa Kadivec      |
|    | Serbia (bandiera)      |       | Nikola Kojic      |

## Rosa femminile 2023-2024
| N° |                          | Ruolo | Giocatore          |
| -- | ------------------------ | ----- | ------------------ |
|    | Nuova Zelanda (bandiera) | P     | Jessica Milicich   |
|    | Germania (bandiera)      | P     | Anja Oldenburg     |
|    | Germania (bandiera)      |       | Ioanna Petiki      |
|    | Germania (bandiera)      |       | Megan Linder       |
|    | Germania (bandiera)      |       | Ira Deike          |
|    | Nuova Zelanda (bandiera) |       | Gabrielle Milicich |
|    | Germania (bandiera)      |       | Gesa Deike         |
|    | Nuova Zelanda (bandiera) |       | Emmerson Houghton  |
|    | Germania (bandiera)      |       | Dorottya Czirbus   |
|    | Germania (bandiera)      |       | Una Doerries       |

| N° |                      | Ruolo | Giocatore         |
| -- | -------------------- | ----- | ----------------- |
|    | Germania (bandiera)  |       | Elena Ludwig      |
|    | Germania (bandiera)  |       | Anne Rieck        |
|    | Croazia (bandiera)   |       | Dora Kangler      |
|    | Argentina (bandiera) |       | Isabel Riley      |
|    | Rep. Ceca (bandiera) |       | Nikola Busauerova |
|    | Germania (bandiera)  |       | Katharina Cepicka |
|    | Germania (bandiera)  |       | Lea Hambuechen    |
|    | Germania (bandiera)  |       | Emma Koch         |
|    | Germania (bandiera)  |       | Maria Sekulic     |